# Associazione italiana degli operatori IPTV
L'Associazione italiana degli operatori IPTV è stata costituita il 21 gennaio 2009 da Fastweb, Telecom Italia e Wind. I tre operatori di telecomunicazioni, leader nel settore della telefonia fissa, offrono servizi di televisione digitale su rete internet sul mercato italiano. L'IPTV rappresenta un'ulteriore forma di televisione digitale interattiva trasmessa via rete telefonica e aperta all'offerta di tutti gli operatori del mercato.
L'associazione è presieduta dall'ex donna politica e presentatrice TV Irene Pivetti.

## Scopi
L'associazione ha lo scopo primario di favorire la diffusione dei servizi televisivi e innovativi basati su protocollo IP. La realizzazione di tale obiettivo ben si coniuga con le esigenze dettate dall'evoluzione tecnologica che caratterizza il panorama televisivo europeo e determinate dallo spegnimento del segnale analogico e dal passaggio alla TV digitale terrestre (previsto entro la fine del 2012). Nel realizzare i propri fini associativi, l'Associazione contribuirà al pieno sviluppo di un contesto televisivo multipiattaforma, cosa che si rifletterà positivamente sulle dinamiche concorrenziali e il pluralismo di settore.

## Attività
Le attività dell'associazione nell'ambito della promozione della piattaforma e dei servizi IPTV si distinguono, a seconda dei destinatari, tra quelle rivolte all'utente finale, agli operatori e alle istituzioni. In particolare, l'attività di comunicazione rivolta agli utenti finali avrà la funzione di assistere questi ultimi durante la migrazione al sistema televisivo digitale, fornendo un carnet completo di informazioni sulle opportunità offerte dall'IPTV e sulle modalità di fruizione delle offerte.
Per quanto attiene alle restanti attività, queste si sostanziano nella realizzazione di iniziative comuni finalizzate ad incentivare gli investimenti nelle reti a banda larga per ampliare la disponibilità e la capillarità dei servizi offerti sulla piattaforma IPTV.
L'associazione si occupa anche di diffondere informazioni di carattere tecnico e pratico sulle caratteristiche della piattaforma IPTV e delle offerte di canali tradizionali e a pagamento, nonché sul video on demand fornendo tra le altre istruzioni su come procurarsi il decoder ed il calendario aggiornato predisposto dal Ministero dello Sviluppo economico per il passaggio alla TV digitale nelle varie regioni.
L'associazione infine mantiene aggiornate e diffonde informazioni sui principali eventi relativi al tema della TV digitale che coinvolgono gli operatori e le istituzioni.

## Le partnership con le regioni
Nell'ambito delle campagne di comunicazione sullo switch off rivolte ai cittadini, l'associazione si propone come partner delle amministrazioni locali mettendo a disposizione i canali di comunicazione dei membri al fine di veicolare il materiale informativo prodotto dalle amministrazioni stesse, agevolandone una diffusione maggiormente capillare.